# Цесаревич (фрегат, 1841)
Цесаре́вич (При закладке — «Елисавета») — парусный фрегат Российского Императорского флота, тип «Спешный». Относился к рангу 44-пушечных фрегатов, но имел 58 орудий. Заложен 24 марта 1838 года в С.-Петербургском Главном адмиралтействе. Строитель М. Н. Гринвальд. Спущен на воду 30 апреля 1841 года, вошел в состав Балтийского флота.

## Основные характеристики
- Водоизмещение = около 1950 тонн[1];
- Длина по верхней палубе = 48,6 м[1];
- Ширина по мидель-шпангоуту = 12,7 м[1];
- Осадка = 3,9 м[1];
- Арт. вооружение = 58 ор[1]. (24-фн — по штату[2]);
- Экипаж = 340/430 человек[1][3].

## Служба
В 1844 и 1847 в составе эскадр находился в практических плаваниях в Северном море.

### Участие в экспедицииБалтийского флотав датские воды в 1848—1850
- 13 мая 1848 года в составе 3-й дивизии контр-адмирала И. П. Епанчина вышел из Кронштадта, 25 мая подошел к берегам Дании и до конца августа 1848 крейсировал в районе островов Мэн, Рюген и Борнгольм, затем вернулся в Россию.
- В июле-августе 1849 в составе 2-й дивизии контр-адмирала З. З. Балка крейсировал у острова Готланд, а 15 июня 1850 вместе с дивизией пришел к острову Мэн. На фрегате держал свой флаг контр-адмирал великий князь Константин Николаевич.
- 1 июля 1850 дивизия перешла в пролив Малый Бельт и встала на Зондербургском рейде.
- 11 июля 1850 вместе с дивизией «Цесаревич» ушел в Кронштадт[1][3].

В 1851 и 1853 в составе эскадр находился в практических плаваниях в Финском заливе.

### Участие в Крымской войне 1853—1856
- В 1854 году в составе 3-й дивизии стоял в готовности в Свеаборге.
- 28 июля 1855 участвовал в отражении штурма Свеаборга английской эскадрой[1][3].

В 1858 году был переоборудован в магазин в Гельсингфорсе.

## Командиры
- А. Л. Тиханович (1841);
- Н. Н. Карякин (1844);
- В. Ф. Ирецкий (1847—1848);
- Г. П. Хомотьяно (1850—1853);
- капитан 2-го ранга Токмачёв, Александр Лаврентьевич (1854—30.08.1855)[1][3];
- капитан 1-го ранга Кондратьев, Фёдор Семёнович (с 30.08.1855)